# Niko-Polka
Die Niko-Polka ist eine Polka von Johann Strauss Sohn (op. 228). Das Werk wurde am 14. Juli 1859 in Pawlowsk in Russland erstmals aufgeführt.